# Eohric av East Anglia
Eohric av East Anglia, död 902, var en engelsk monark. Han var kung av East Anglia 890-902. 